# Leptotarsus (Longurio) tinctorius
Leptotarsus (Longurio) tinctorius is een tweevleugelige uit de familie langpootmuggen (Tipulidae). De soort komt voor in het Afrotropisch gebied.